# Oeverpieper
De oeverpieper (Anthus petrosus) is een soort zangvogel uit de familie piepers en kwikstaarten van het geslacht Anthus. Deze soort werd in de twintigste eeuw vaak nog als ondersoort van de waterpieper beschouwd.

## Kenmerken
De oeverpieper is 15,5 tot 17 centimeter lang. Deze pieper is overwegend wat donkerder getekend dan andere soorten piepers. De onderscheidende kenmerken zijn de meestal donkere poten (de graspieper heeft lichte poten), de relatief lange donkere snavel en de grijze (niet witte) buitenste staartpennen.

## Verspreiding en leefgebied
De oeverpieper komt als broedvogel voor aan de kusten van Noord- en Noordwest-Europa zuidelijk tot aan Normandië (Frankrijk). In de winter is de vogel te vinden aan de rotskusten, maar ook op pieren en golfbrekers in zuidelijker gelegen landen tot aan de Noord-Afrikaanse kusten.
De soort telt twee ondersoorten:
- A. p. petrosus: de Britse Eilanden en westelijk Frankrijk.
- A. p. littoralis: van Scandinavië tot noordwestelijk Rusland.

## Verspreiding in Nederland
De oeverpieper is in Nederland en België een wintergast en doortrekker in vrij klein aantal die vooral verblijft aan de Waddenkust en in het Deltagebied, maar ook wordt aangetroffen aan de Hollandse kust en in het rivierengebied.

## Status
De oeverpieper heeft een groot verspreidingsgebied en de grootte van de populatie is in 2015 geschat op 329.000-562.000 vogels. Er is geen aanleiding te veronderstellen dat de soort in aantal achteruit gaat. Daarom staat deze pieper als niet bedreigd op de Rode Lijst van de IUCN.

## Video
- Drinkende oeverpieper